# Isosakuranetina
Isosakuranetin es una flavanona, un tipo de flavonoide. Se puede encontrar en el fruto de Citrus sinensis (naranja de sangre), en el fruto de Citrus x paradisi (pomelo) y en Monarda.

## Glucósidos
Poncirin es el 7-O-neohesperidosida de isosakuranetin.